# Wolisko (powiat piski)
Wolisko (niem. Wallisko) - dawna wieś w powiecie piskim, położona na południowy wschód od Pogorzeli Wielkiej, między wsiami:  Czyprki, Bzury, Pogorzel Wielka, Pogorzel Mała (obecnie obszar dawnej wsi znajduje się powiecie piskim, gminie Biała Piska, województwie warmińsko-mazurskim). W wieku XV i XVI w dokumentach wieś zapisywana była pod nazwą: Valiβken.

## Historia
Wieś powstała w ramach kolonizacji Wielkiej Puszczy. Wcześniej był to obszar Galindii. Wieś ziemiańska, dobra służebne w posiadaniu drobnego rycerstwa (tak zwani wolni), z obowiązkiem służby rycerskiej (zbrojnej). Wieś powstała pod koniec wojny trzynastoletniej, w 1465 lub 1466 r., jako nowa osada nad strumykiem Krzywym. Wieś służebna nadana przez prokuratora piskiego Ulryka von Ottenberga za wiedzą komtura Zygfryda Flacha von Schwartzburga Stańkowi Okurowskiemu, obejmowała 10 łanów na prawie magdeburskim z obowiązkiem jednej służby zbrojnej, z okresem jednego roku wolnizny.

## Obecnie
Na niemieckiej mapie w miejscu zgodnym z opisem powyżej znajduje się zagroda (folwark) opisana nazwą Wallisko. Obecnie zabudowanie ma adres Monety 21. Na zdjęciu satelitarnym widać ruiny budynków, zawalone dachy stoją ściany budynków.